# Raúl Alberto Lastiri
Raúl Alberto Lastiri (1915-1978) va ser un polític argentí que va assumir interinament la presidència del seu país entre 13 de juliol i 12 d'octubre de 1973.
Lastiri era president de la Càmera dels Diputats de l'Argentina, i es va fer president del país després que Héctor José Cámpora i Vicente Solano Lima van renunciar. Ell va organitzar noves eleccions i va passar el comandament del govern per a Juan Domingo Perón, que va vèncer l'elecció amb més del 60% dels vots.